# La fille aux yeux d'or
La fille aux yeux d'or (br: A Menina dos Olhos de Ouro e em Portugal: A rapariga dos olhos de ouro) é um romance em língua francesa de Honoré de Balzac publicado em 1835. É uma das partes da História dos Treze que reúne Ferragus, A Duquesa de Langeais e A garota dos olhos de ouro. Uma das histórias de Cenas da vida parisiense, Estudos de costumes da Comédia Humana.
Balzac primeiramente dedicou o romance a Eugène Delacroix e depois a Albert Béguin, pintores com quem ele pretendia rivalizar, exprimindo em palavras o que eles diziam em pinturas.
O romance possui um conteúdo de literatura fantástica (como são os escritos da História dos Treze). Mas é um espelho, mesmo que distorcido, de uma sociedade em que o dinheiro dá o direito a seus detentores de comprarem mulheres como se fossem escravas e mantê-las aprisionadas à mercê das respectivas boas vontades. A história é sobre uma mulher mantida por outra. Balzac foi audacioso ao descrever uma paixão entre duas mulheres, numa época em que o tema do lesbianismo não era muito explorado ou mesmo admitido na literatura.

## Enredo
O conde Henry de Marsay (Henrique na edição brasileira organizada por Paulo Rónai), filho natural de Lorde Dudley e educado pelo abade de Maronis, é um dândi voraz, que dobra a vontade de todos à sua volta graças ao seu poder pessoal. A história começa quando Marsay encontra pela primeira vez Paquita Valdes, uma “menina dos olhos de ouro” durante um passeio. Aquela criatura misteriosa, de uma beleza realmente excepcional, atrai subitamente a atenção do conde.
A moça vive sob constante controle de sua aia, quase que presa em seu palácio. Para o entediado conde, a conquista da moça é uma espécie de desafio, e daqui pra frente fará de tudo para conquistá-la. Com a ajuda de Ferragus e do marquês de Ronquerolles, espera conseguir seduzir a jovem. Mas é o fiel criado desta última que o contacta para organizar um encontro com a moça.
Na primeira vez, o jovem consegue encontrar Paquita secretamente na casa da mãe dela. Depois se encontram mais duas vezes, com muitas precauções, nos aposentos de Paquita. Mas quando Henrique está no auge da paixão, ao falarem em fugirem juntos, talvez para a Índia, Paquita invoca o nome de uma mulher. O jovem se enfurece e tenta matá-la. Depois resolve se vingar e pede ajuda ao Grupo dos Treze, que inclui Ferragus.
Quando invadem a casa de Paquita, encontram-na agonizante diante da marquesa de San-Real, meia-irmã de Marsay, que, loucamente apaixonada por Paquita, matou-a por ciúmes. Mas ao perceber que foi com seu meio-irmão que Paquita a traiu, a marquesa se arrepende e decide retornar à Espanha e ingressar no convento de Los Dolores.